# Söderlandet (väster om Örö, Kimitoön)
Söderlandet är en ö i Finland. Den ligger i Norra Östersjön eller Skärgårdshavet och i kommunen Kimitoön i den ekonomiska regionen  Åboland i landskapet Egentliga Finland, i den sydvästra delen av landet. Ön ligger omkring 74 kilometer söder om Åbo och omkring 160 kilometer väster om Helsingfors.
Öns area är 0,9 hektar och dess största längd är 190 meter i nord-sydlig riktning.